# Loxostegopsis xanthocepsalis
Loxostegopsis xanthocepsalis is een vlinder uit de familie van de grasmotten (Crambidae). De wetenschappelijke naam van deze soort is voor het eerst voorgesteld als Pyrausta xanthocepsalis door George Francis Hampson in een publicatie 1918.
De soort komt voor in Mexico (Guerrero).